# Seewind 1
Die Seewind 1 ist ein von der in Husum ansässigen North Frisian Offshore GmbH betriebenes Crew Transfer Vessel mit Heimathafen Pellworm.

## Konzept
Im Zuge der Errichtung von Offshore-Windparks ergibt sich ein Bedarf für den Transport von Personal zu den Baustellen und auch zu Wartungszwecken zu den fertiggestellten Windkraftanlagen. Hierfür werden so genannte Crew Transfer Vessel eingesetzt. Hierbei handelt es sich meistens um relativ kleine Boote mit einer Passagierkapazität von maximal 12 Personen. Mit der Seewind 1 steht ein Schiff zur Verfügung, welches eine deutlich höhere Passagierkapazität aufweist. So können bis zu 90 Arbeiter gleichzeitig zu den Windparks transportiert werden und der Transport kann bei entsprechender Auslastung effizienter und kostengünstiger erfolgen.

## Historie
Das Schiff wurde von der Lindstøls Skips & Båtbyggeri in Risør als Schnellfähre gebaut und am 21. Dezember 2000 als Namdalingen mit Heimathafen Namsos in Dienst gestellt. Bis 2013 wurde das Schiff danach von der Namsos Trafikkselskap ASA (NTS ASA) in den Fjorden Trøndelags für den Linienverkehr eingesetzt.
2014 erwarb der heutige Eigner das Schiff und baute es für seine Zwecke um, ehe es im Juni 2014 von Helgoland aus operierend seinen ersten Chartervertrag bekam.